# Premio Daoíz

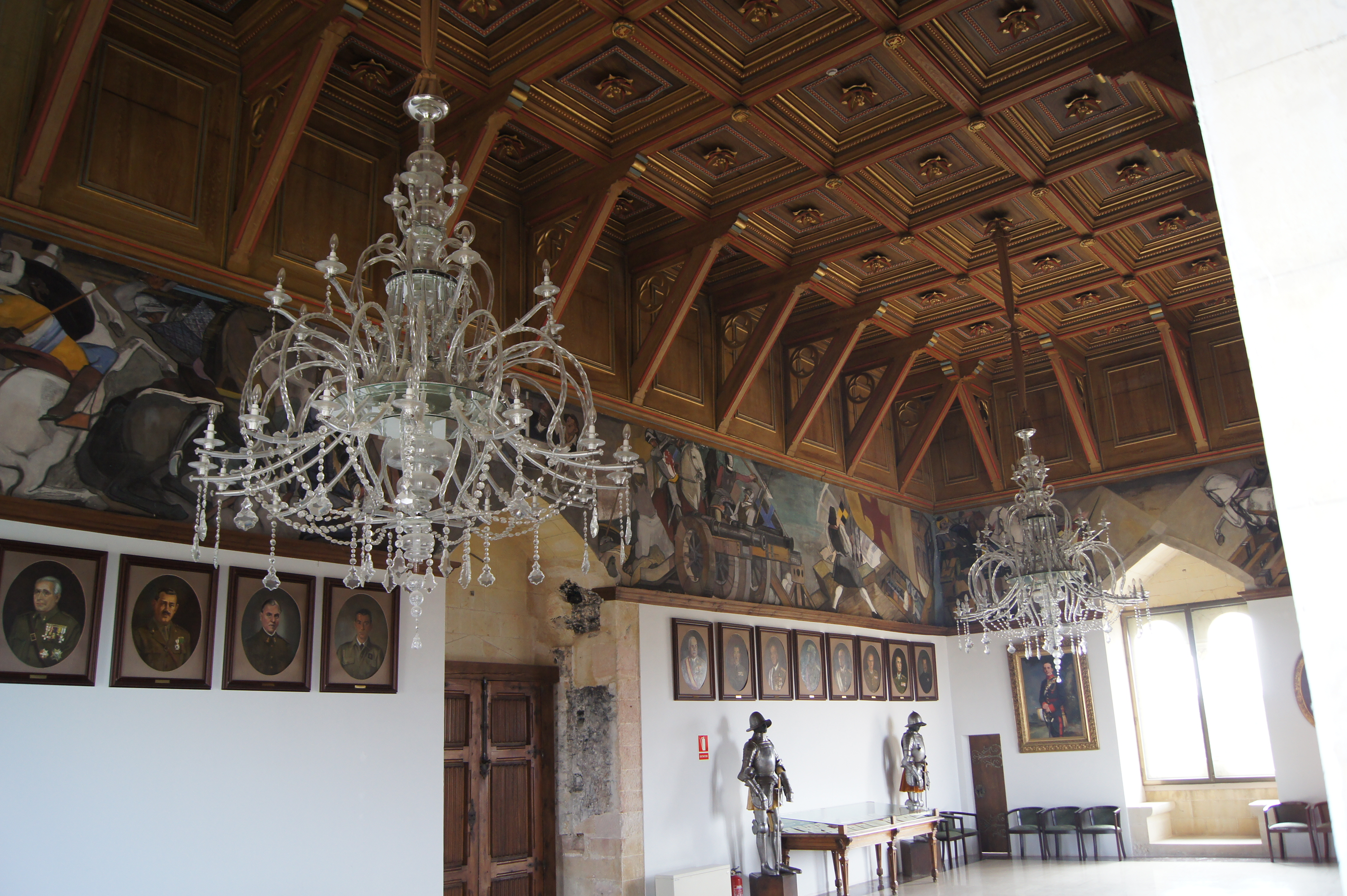
Sala Daoíz del Alcázar de Segovia, con un retrato de todos los premiados.

El Premio Daoíz se otorga cada cinco años al oficial de artillería del Ejército de Tierra de España que se haya destacado más "por sus servicios a la nación".
El premio recibe el nombre en honor al héroe del levantamiento del 2 de mayo de 1808 Luis Daoíz y Torres y se entrega precisamente un 2 de mayo. Fue instituido por Real Orden del 27 de junio de 1908 por una instancia del capitán de artillería retirado Francisco Villalón-Daoíz y Villalón. El premiado recibe un sable reglamentario modelo 1862 con su nombre grabado en la hoja.
En ocasiones ha sido entregado por el rey de España o por el ministro de Defensa. La ceremonia de entrega tiene lugar en el Alcazar de Segovia, que fue sede del Real Colegio de Artillería.

## Premiados
- 1908-1913 Comandante Antonio Garrido Valdivia[6]
- 1913-1918 General de División Luis de Santiago Aguirrebengoa[6]
- 1918-1923 Capitán Vicente Buzón y Llanes[6]
- 1923-1928 General Atanasio Torres Martín[6]
- 1928-1933 General Juan Moreno Luque[6]
- 1933-1938 General Juan Costilla Arias[6]
- 1938-1943 Teniente General Joaquín García Pallasar[6]
- 1943-1948 Teniente General Carlos Martínez de Campos y Serrano[6]
- 1948-1953 General José María Fernández-Ladreda y Méndez Valdés y General José Sánchez Gutiérrez[6]
- 1953-1958 General Francisco Pérez Montero[6]
- 1958-1963 General Joaquín Planell Riera[6]
- 1963-1968 Teniente General Ramón Rodríguez Vita[6]
- 1968-1973 Coronel del Cuerpo de Ingenieros de Armamento y Construcción (CIAC) Jacobo Sanjurjo y San Millán[6]
- 1973-1978 Teniente General Manuel Marcide Odriozola[6]
- 1978-1983 General de División José Pontijas de Diego[6]
- 1983-1988 General del CIAC Guillermo Jenaro Garrido[4]
- 1988-1993 General de División José Suanzes Siljestrom[7]
- 1993-1998 General de División Antonio Vázquez Gimeno[8]
- 1998-2003 General de Ejército Alfonso Pardo de Santayana Coloma[2]
- 2003-2008 Teniente General Víctor Daniel Rodríguez Cerdido[9]
- 2008-2013 Teniente General Cayetano Miró Valls[10]
- 2013-2018 General de División Alfredo Sanz Calabria[11][12]
- 2018-2023 Teniente General y jefe de la Unidad Militar de Emergencias Luis Manuel Martínez Meijide[5][13]

## Enlaces
- Página que recoge la historia del premio
- Noticia sobre la entrega del premio por parte del Rey Juan Carlos I
- Página del Real Colegio de Artillería

- Datos: Q9062258